# Women’s Declaration International
Die Women's Declaration International (WDI), ehemals Women's Human Rights Campaign (WHRC), ist eine internationale Aktivistengruppe, die sich gegen Transgender richtet und sich selbst als radikalfeministisch versteht. Sie wurde 2019 in Großbritannien gegründet und hat Niederlassungen in verschiedenen Ländern, darunter Deutschland und Norwegen. Der Name bezieht sich auf das gleichnamige Manifest, hinter dem die Gruppe steht.
Die Gruppe wurde als Teil der Anti-Gender-Bewegung und als transfeindlich bezeichnet. In mehreren Ländern soll die Gruppe mit rechtsextremen Milieus zusammengearbeitet haben und wird als „Schlüsselakteur“ in der Zusammenarbeit zwischen transfeindlichen Milieus und der extremen Rechten bezeichnet. Die Organisation Scottish Women's Aid hat WDI als eine Gruppe bezeichnet, die „versucht, Transfrauen zu stigmatisieren und zu diskriminieren“.
Die norwegische Professorin für Gender Studies Elisabeth Lund Engebretsen bezeichnete die Gruppe als Teil „einer komplexen Bedrohung der Demokratie“, die „eine reaktionäre populistische Gegenreaktion gegen grundlegende Menschenrechtsprinzipien darstellt“ und die versucht, „die Grundlage der Transgender-Existenz zu dämonisieren“. Der Kulturwissenschaftler Simon Strick schreibt, WDI werde als extremistische Randgruppe wahrgenommen, und dass der Extremismus der WDI die Gruppe vom etablierten Feminismus isoliert und in Bündnisse mit rechtsextremen Organisationen gebracht habe.

## Geschichte
Die Women’s Human Rights Campaign (WHRC) wurde 2019 in Großbritannien gegründet. Der Name wurde im Dezember 2021 in Women's Declaration International (WDI) geändert. 2022 wurde WDI Deutschland wegen des Verbots von Hassrede von Twitter gesperrt.

### Gründerinnen
Die namentlich genannten Gründerinnen der WDI sind Sheila Jeffreys, Heather Brunskell-Evans und Maureen O’Hara. Jeffreys ist eine britische Feministin und Politikwissenschaftlerin, die sich mit der sexuellen Unterdrückung der Frau beschäftigt. Sie vertritt die Positionen, dass Transfrauen sich die Körper von Frauen „parasitär aneignen“ würden sowie dass geschlechtsangleichende Operationen eine von der Schönheitsindustrie vertriebene „kosmetische Lösung tiefer liegender Probleme“ seien und in einer Welt ohne soziales Geschlecht nicht vonnöten wären. Brunskell-Evans ist Sozialtheoretikerin und hat mehrere Bücher über sich als trans identifizierende Kinder geschrieben. Sie war im Vorjahr wegen ihrer Haltung gegenüber Transgender-Personen aus der Partei Women's Equality Party (WEP) ausgetreten, nachdem sie von ihrer Rolle als Parteisprecherin entlassen worden war. Im Jahr 2022 erschien sie in einem Film des Verschwörungstheoretikers David Icke zum Thema Detransition.

## Die Women's Declaration
Die Gruppe hat ein Manifest mit dem Titel „Declaration on Women's Sex-Based Rights“/„Erklärung über die Rechte von Frauen auf der Grundlage ihres Geschlechts“ veröffentlicht, welches auf die UN-Konvention zur Beseitigung jeder Form von Diskriminierung der Frau (CEDAW) Bezug nimmt und die „Beseitigung“ der „Praxis des Transgenderismus“ fordert.

### Inhalt
In der Einleitung werden zunächst Artikel 1 und 2 der CEDAW zitiert. Artikel 1 definiert die Diskriminierung der Frau und Artikel 2 beinhaltet die Übereinkunft, mit allen geeigneten Mitteln unverzüglich eine Politik zur Beseitigung der Diskriminierung der Frau zu verfolgen. Die Erklärung der WDI behauptet dann, dass stereotypische Geschlechterrollen von Männern und Frauen ein fundamentaler Aspekt der Diskriminierung der Frau seien und daher eliminiert werden müssten. Das soziale Geschlecht beziehe sich ebenfalls auf diese Stereotypen, womit die Erklärung den Bezug zu Transgender-Personen herstellt und angibt, dass die Vermischung von sozialem und biologischem Geschlecht die (biologisch) geschlechtsbasierten Rechte der Frau bedrohen. Denn das Konzept der Geschlechtsidentität habe dazu geführt, dass Männer sich in die Kategorie der Frauen einsortieren können. Dies, beziehungsweise die Anerkennung von Transgender-Frauen, würde die in der CEDAW festgehaltenen Rechte von Frauen und Müttern bedrohen. Hierzu werden einige Beispiele aufgezählt: Die Aufweichung des Begriffs Frau zur Inklusion von Transgender-Frauen mache die Kategorien Frau, Mutter und Lesbe bedeutungslos. Weiterhin sei Leihmutterschaft eine Kommodifizierung der weiblichen Reproduktionsfähigkeit und würde medizinische Forschung unterstützen, die Männern eine Schwangerschaft ermöglichen soll. Die Inklusion von Transgender-Frauen in unterstützenden Programmen für Frauen würde Ressourcen nutzen, die für das Vorantreiben der Gleichstellung von Mann und Frau gedacht waren und ihre Teilnahme im Frauensport würde eine Wettbewerbsverzerrung verursachen.

### Rezeption
Emma Ritch, Direktorin der feministischen Organisation Engender, sagte: „Wenn [die Erklärung] über Gewalt gegen Frauen, Meinungsfreiheit und Kinderrechte spricht, geschieht dies ausschließlich durch die verzerrte Linse der Antipathie gegenüber Transmenschen“. Sie sagte weiter, dass der WHRC (WDI) offenbar „Rechte als rhetorisches Mittel zur Stigmatisierung von Minderheiten“ betrachte. Die Erklärung wurde vom Equality Network als transfeindlich bezeichnet, von der Scottish Trans Alliance als „fast ausschließlich darauf ausgerichtet, die Realität des Lebens von Trans-Menschen zu leugnen“ und als transphob bezeichnet. Die Association for Women's Rights in Development sagte, dass die Rhetorik Konzepte von Geschlecht und Gender missbraucht, um eine zutiefst diskriminierende Agenda voranzutreiben. Die Rechtswissenschaftlerin und Menschenrechtsexpertin Sandra Duffy beschrieb das Konzept der „geschlechtsbezogenen Rechte“ in der Erklärung als „eine Fiktion mit dem Anspruch auf Legalität“.

## Aktionen
Für den Internationalen Frauentag 2021 schlug WHRC Norwegen (jetzt WDI Norwegen) die Slogans „Nein zur Häresie in Grundschulen, Mädchen und Frauen haben keinen Penis“ und „Nur Frauen sind Frauen“ vor.
Im Jahr 2022 leitete die norwegische Polizei eine strafrechtliche Untersuchung wegen Hassreden gegen die Vorsitzende von WDI Norwegen, Christina Ellingsen, ein. Im Juli 2022 nahm Ellingsen an der Sendung der rechtsradikalen TV-Persönlichkeit Tucker Carlson teil, in der sie behauptete, dass ihr drei Jahre Gefängnis drohten, angeblich, weil sie gesagt hatte, dass Männer keine Frauen werden können.
Christine Marie Jentoft, Beraterin der norwegischen LGBT+-Organisation FRI, schrieb in einem Artikel in der Zeitung Blikk dass die Ermittlungen wegen „andauernder Belästigung und Hetze gegen Transmenschen“ erfolgt seien, und bezeichnete die Medienberichterstattung über den Fall in ausländischen Medien als Desinformation. Die Zeitung Dagen schrieb, die Polizei ermittle gegen Ellingsen wegen einer großen Zahl von an Jentoft gerichteten Äußerungen über eine lange Zeit, z. B. Äußerungen wie „du bist keine Lesbe und du bist keine Frau. Ein Männchen mit dem Potenzial für kleine Gameten (Spermien). Aber das weißt du“, „Christine ist ein Mann, der behauptet, lesbisch zu sein“ und Aussagen, dass Transfrauen „Männer mit einem Fetisch“ seien.
Im Juni 2022 stand WDI USA hinter einer Demonstration gegen Transgender-Personen in Washington, D.C. zusammen mit der Alliance Defending Freedom, der Family Research Council und der Women's Liberation Front. Mehrere der Mitorganisatoren werden vom Southern Poverty Law Center als Hassgruppen betrachtet; Lindsay Schubiner, Expertin für Rechtsextremismus, sagte, die Zusammenarbeit sei Teil einer größeren Bedrohung der Demokratie und ein Versuch, transphobe Einstellungen durch rechtsextreme Gruppen zu verbreiten. Der Deutsche Ableger, WDI Germany, protestierte 2022 in Hamburg gegen den transinklusiven Dyke*March.

## Rezeption
Die Association for Women’s Rights in Development (AWID) hat die Gruppe als Trojanisches Pferd in Menschenrechtsforen bezeichnet, das „sensationelle Behauptungen und Angstmacherei“ über Transfrauen verbreitet, um „Menschenrechtsstandards zum Schutz von Transgender-Personen zu untergraben." Die Frauenhausbewegung Scottish Women's Aid bezeichnete WDI (WHRC) als eine Gruppe, die „versucht, Transfrauen zu stigmatisieren und zu diskriminieren“. Das Trans Safety Network bezeichnete WDI (WHRC) als „eine extreme transfeindliche Gruppe“ und „einen Schlüsselakteur“ in der Zusammenarbeit zwischen transfeindlichen Milieus und der extremen Rechten“. Die Equity Forward brachte WDI (WHRC) mit Trumps „Anti-Menschenrechtspolitik“ in Verbindung und bezeichnete die Gruppe als transfeindlich. Das Canadian Anti-Hate Network, das mit dem Southern Poverty Law Center zusammenarbeitet, bezeichnete WDI (WHRC) als TERF-Gruppe. Auf queer.de bezeichnete Jeja Klein WDI als „Gruppierung, die [...] international organisiert gegen die Rechte transgeschlechtlicher Menschen vorgeht [und] den Begriff der Frauenrechte instrumentalisiert“ bezeichnet. In der Frankfurter Rundschau schrieb Joane Studnik, dass WDI an Desinformationskampagnen beteiligt sei und „mit einer verschleierten Finanzstruktur eine internationale Agenda gegen Minderheiten wie Transpersonen“ betreibe. Der Kulturwissenschaftler Simon Strick schreibt, WDI werde als extremistische Randgruppe wahrgenommen. Strick schreibt weiter, dass der Extremismus der WDI die Gruppe vom etablierten Feminismus isoliert und in Bündnisse mit rechtsextremen Organisationen gebracht habe. O'Connor und Mitautoren bezeichnet WDI als eine TERF-Gruppe und schreiben, dass die TERF-Bewegung als marginale politische Bewegung entstanden ist und dass sie eine transfeindliche Bewegung darstellt, die den Gender-Essentialismus als Grundlage hat und mit rechten Milieus zusammenarbeitet.
Professor Elisabeth Lund Engebretsen bezeichnete die Gruppe als Teil „einer komplexen Bedrohung der Demokratie“, die „eine reaktionäre populistische Gegenreaktion gegen grundlegende Menschenrechtsprinzipien darstellt“ und die versucht, „die Grundlage der Transgender-Existenz zu dämonisieren“.